# 阿乌拉吉站
阿烏拉吉站（：／ Auraji yeok */?）是旌善線沿線的一座鐵路車站，位於韓國江原道旌善郡餘糧面，有旌善阿里郎列車及旌善觀光列車（정선풍경열차）停靠。

## 車站結構
站體為1面3線的島式月台。

### 月台配置
| ↑ 羅田     |
| \| 月台 \| |
| 起終着站   |

| 月台 | 路線   | 車種                      | 目的地       |
| ---- | ------ | ------------------------- | ------------ |
| 月台 | 旌善線 | 旌善阿里郎列車（A-train） | 往清涼里方向 |

## 历史
- 1969年10月15日：落成使用，车站名称为餘糧站[1]。
- 2000年1月1日：改为现在名称[2]。

## 相鄰車站
韓國鐵道公社
旌善線
羅田－阿烏拉吉－九切里